# Maine (affluent de la Loire)
Cet article concerne l'affluent de la Loire. Pour l'affluent de la Sèvre Nantaise, voir Maine (affluent de la Sèvre Nantaise). Pour la province, voir Maine (province). Pour les autres significations, voir Maine.
La Maine est une rivière française de Maine-et-Loire qui prend naissance au confluent des rivières Mayenne et Sarthe, au nord de la ville d'Angers, dans le département de Maine-et-Loire, en région Pays de la Loire. Longue de seulement 11,5 km, elle se jette dans la Loire à Bouchemaine, au sud d'Angers.

## Étymologie
Le nom de la rivière est dérivé du mot Maienne (Meodena, monnaie mérovingienne, Meduana IXe siècle, sans rapport avec le latin Mediana comme le montrent ces formes anciennes, peut-être fondé sur le mot -ana, marais, recensé dans le Glossaire d'Endlicher comme celtique mais probablement emprunté à une autre langue).
Ce nom est une forme locale, utilisée en aval de la rivière, du mot « Mayenne » utilisé plus en amont. D'ailleurs, le décret de l’Assemblée constituante du 26 février 1790 donne le nom de « Mayenne-et-Loire », comme la nomination par le roi des commissaires du département le 15 mars 1790 et comme le décret du 22 juin 1790 qui indique qu’Angers est le siège de l’administration du département. Mais la proclamation du roi du 25 juin 1790 qui sanctionne le décret précédent parle de « Maine-et-Loire ». Le SPLAF indique que le département s’est d’abord appelé « Mayenne-et-Loire » pour changer de nom pour « Maine-et-Loire » le 12 décembre 1791, mais aucun décret national de changement de nom n’a été retrouvé à cette date. Toutefois, l’assemblée du département était réunie en séance ce jour-là et le choix du changement de nom a peut-être été fait au niveau local. Dans tous les cas, les deux noms ont cohabité dans les documents officiels de la création du département au moins jusqu’à la fin de l’an II (1794),,. On retrouve également :
- Bouchemaine, mentionnée dans un manuscrit de 1009 sous le nom de Bucca meduanæ, c'est-à-dire « Bouche de la Mayenne » ;
- le village de Montreuil-sur-Maine, situé sur le cours de la Mayenne ;
- le bras de la Mayenne qui rejoint la Sarthe, délimitant au nord l'île Saint-Aubin, appelé la Vieille Maine ;
- les cartes de Cassini (XVIIIe siècle) et d'état-major du XIXe siècle qui mentionnent « Mayenne » au niveau du cours de la Maine.

## Géographie

### Hydrologie et historique

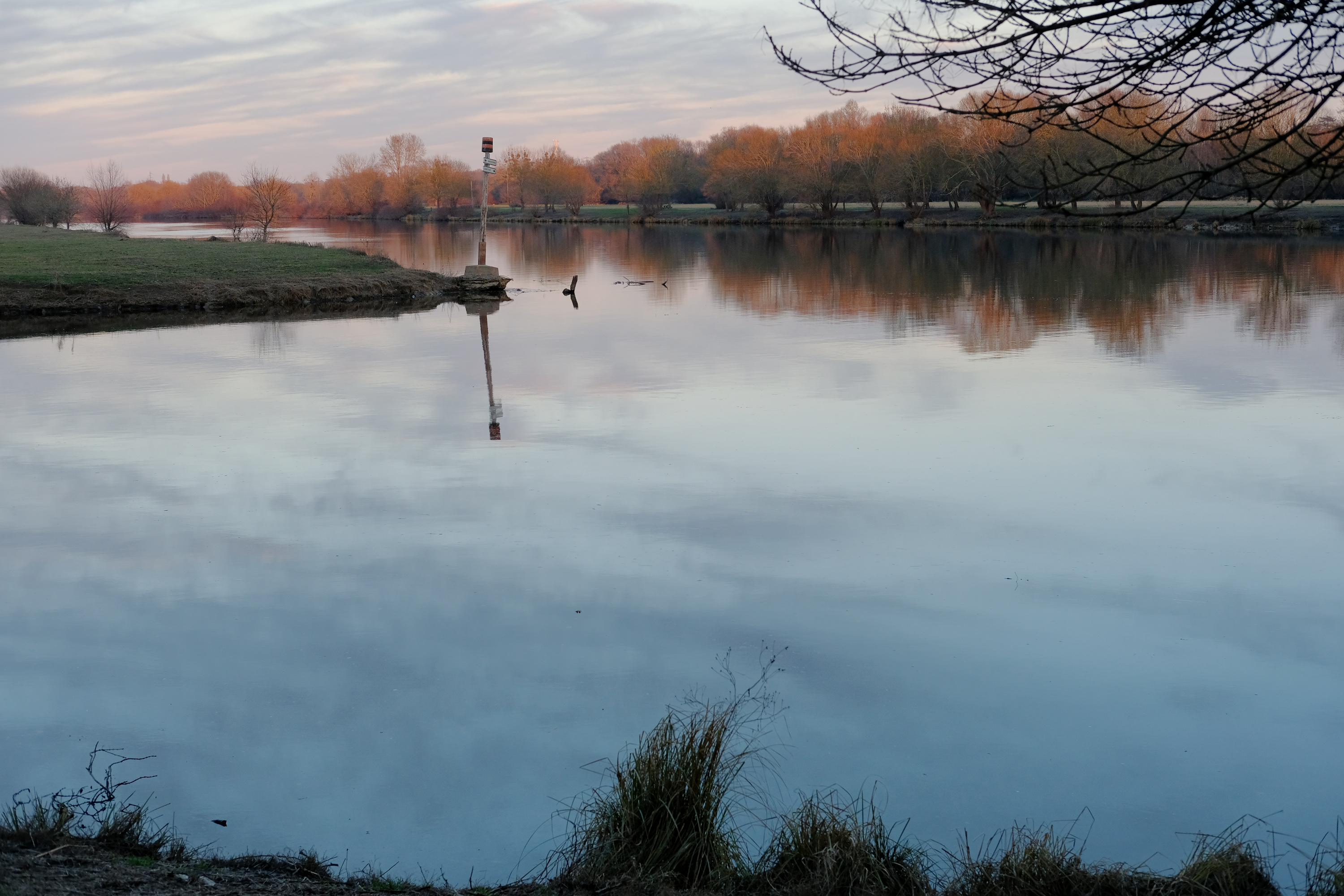
La confluence de la Mayenne et de la Sarthe formant la Maine, au nord d'Angers.

La Maine nait du confluent de la Mayenne et de la Sarthe, cette dernière étant grossie du Loir quelques kilomètres plus au nord. C'est donc une rivière importante qui va se jeter dans la Loire, amplifiant sensiblement le débit du fleuve. La Maine n'a donc pas de source. Cependant, la Maine peut être considérée comme le prolongement de la Mayenne, "Maine" étant une dénomination locale de la Mayenne, sur les 53 kilomètres entre Château-Gontier et la Loire. Toutefois, la Mayenne n'est pas le principal tributaire de la Maine, la Sarthe étant supérieure en longueur comme en débit[réf. souhaitée]. La Maine, peu après sa naissance, traverse la ville d'Angers et passe au pied du château d'Angers.
Pour les bateliers ligériens d'antan, le triple cours d'eau s'appelait simplement « les trois rivières ».
La Maine a donné son nom au département de Maine-et-Loire, ainsi qu'au lac de Maine, à deux kilomètres au sud d'Angers. Il a d'ailleurs lui-même donné son nom au quartier angevin du Lac de Maine créé à l'ouest du lac. Une opération d'urbanisme s'associe également à cette rivière : le Front-de-Maine. La dernière tranche de travaux est un nouveau théâtre, le Quai.
La Maine est un des affluents les plus importants de la Loire. Pour son débit, elle est largement dépassée par la Vienne et par l'Allier, mais elle l'emporte sur le Cher et tous les autres affluents de la Loire.

### La Maine à Angers
Son débit a été observé durant 43 ans (1969-2011) à Angers, chef-lieu du département de Maine-et-Loire, située aux abords de son confluent avec le fleuve, à 13 m d'altitude. La surface ainsi prise en compte est de 22 020 km2, soit la quasi-totalité du bassin versant de la rivière 22 350 km2 ou 23 314 km2.
Le module de la rivière à Angers est de 127 m3/s.

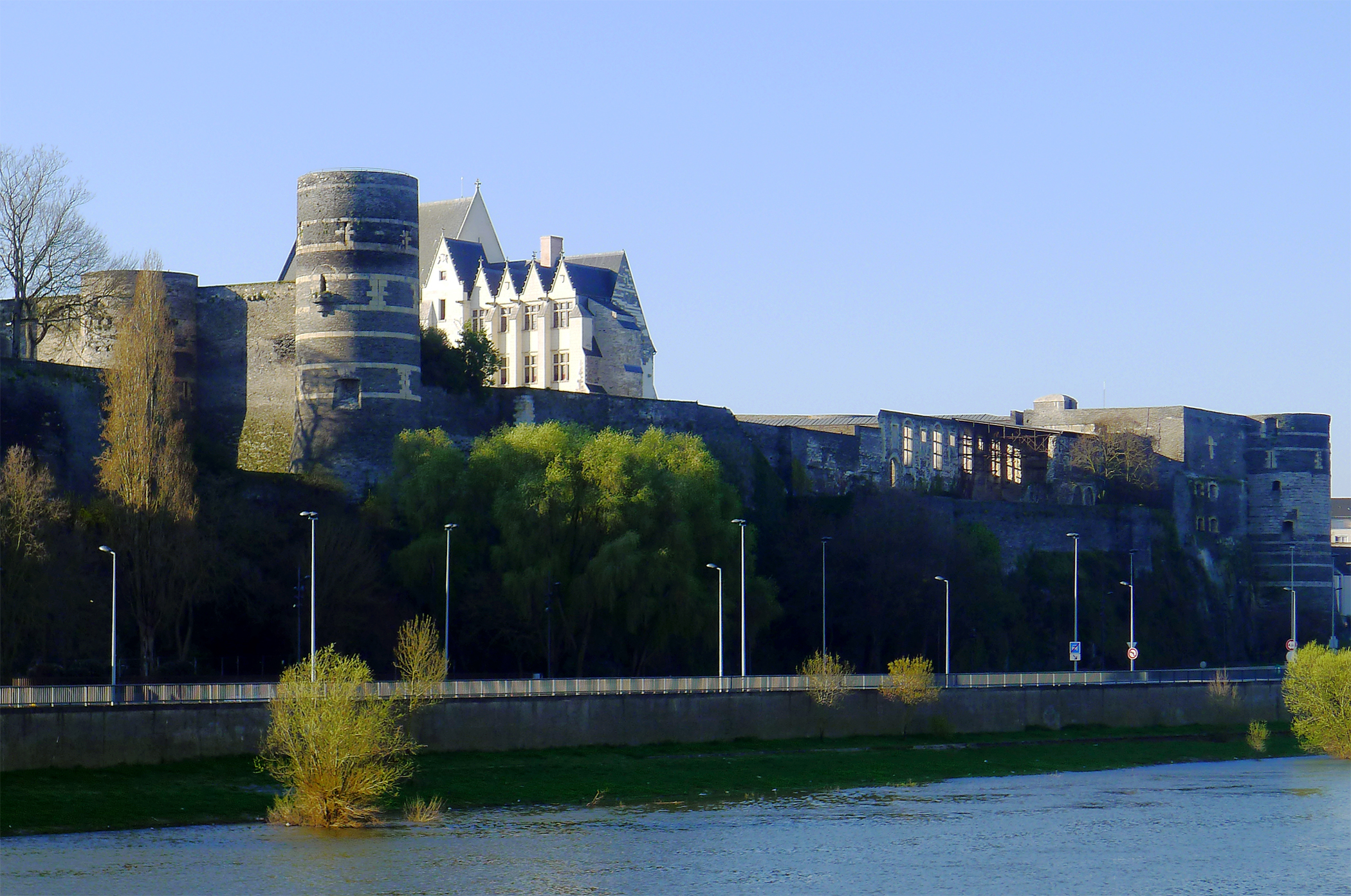
Château d'Angers et la Maine.
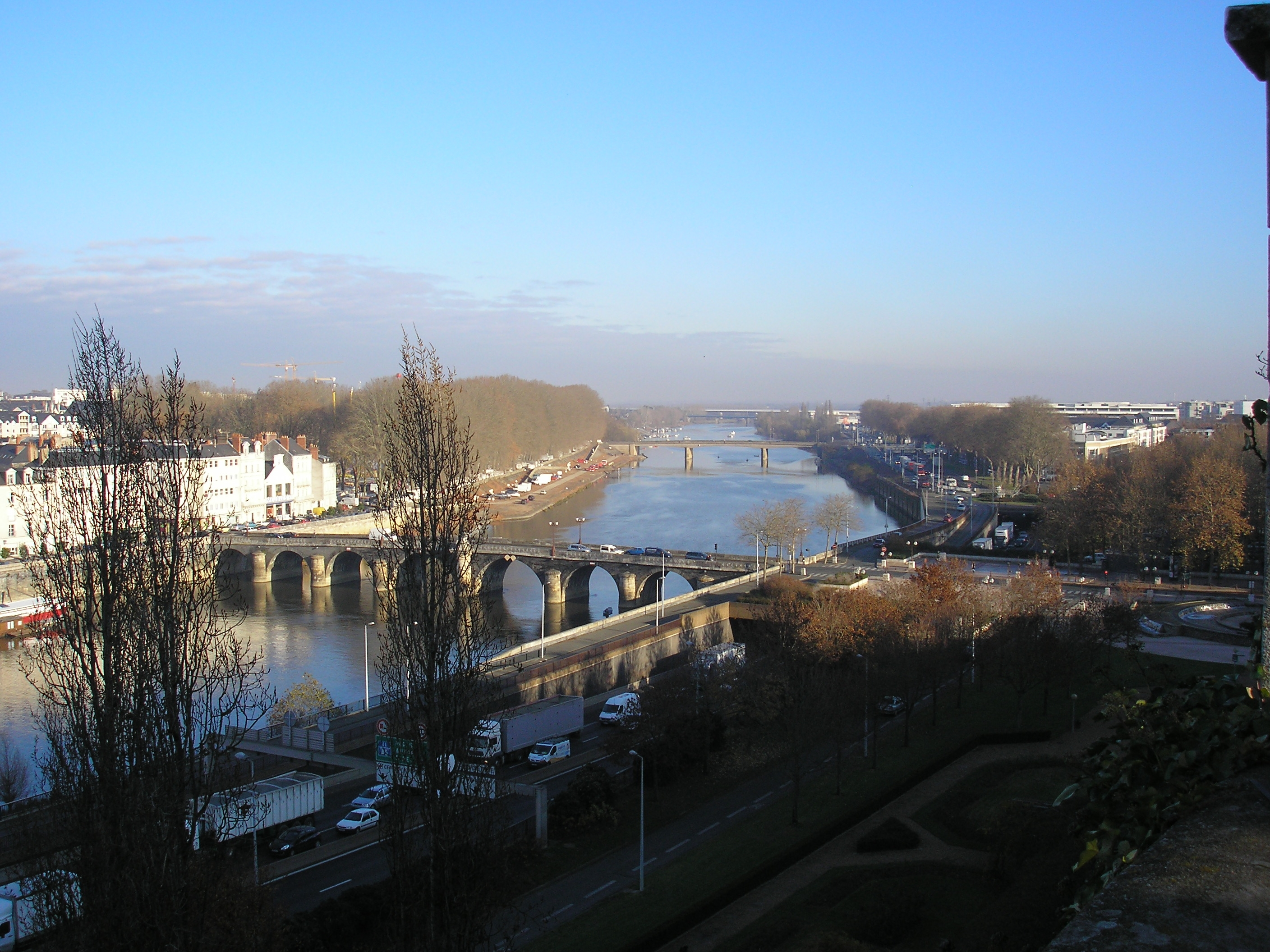
La Maine, vue en direction de l'amont, de la promenade du Bout-du-Monde à proximité du château.
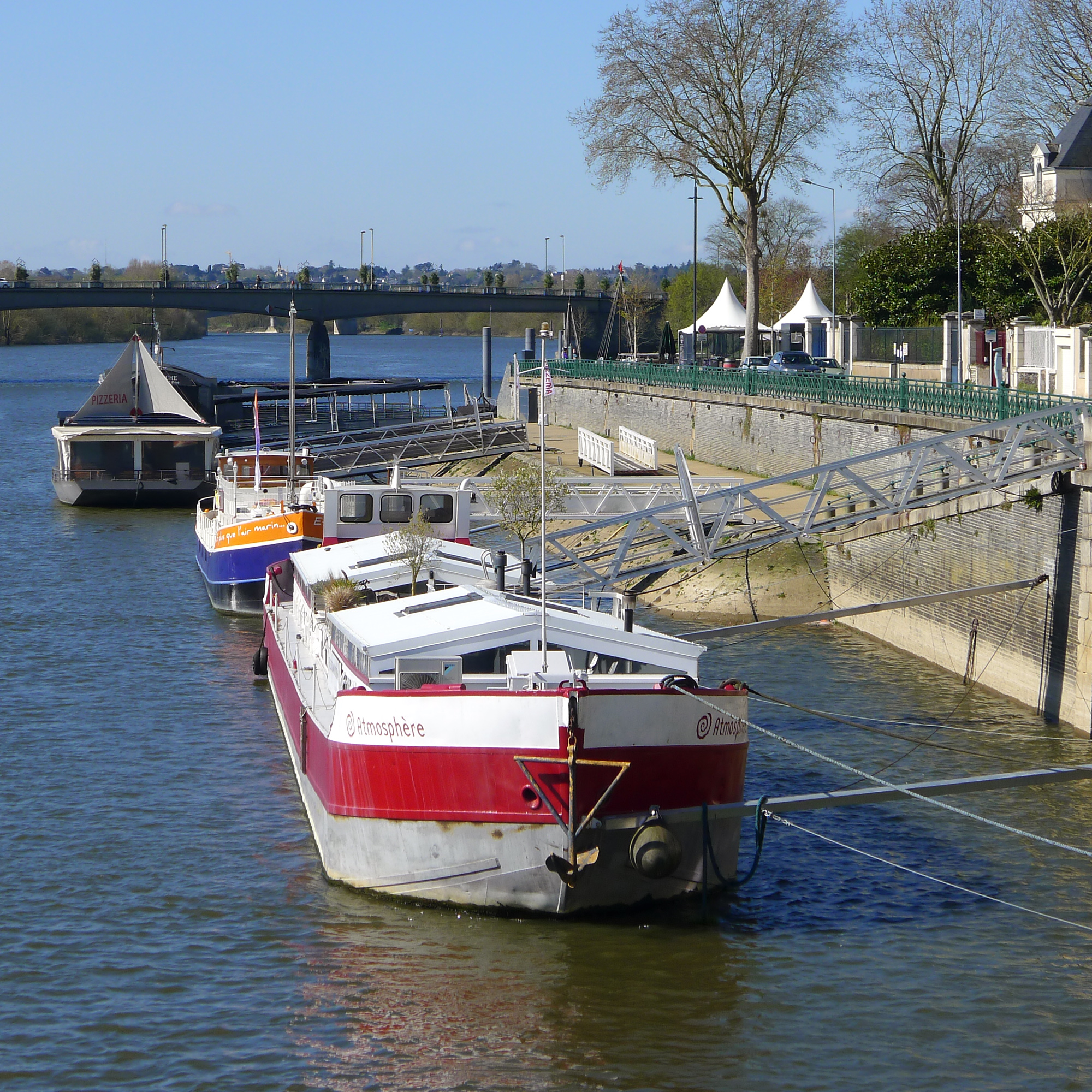
Péniches amarrées au quai des Carmes à Angers.
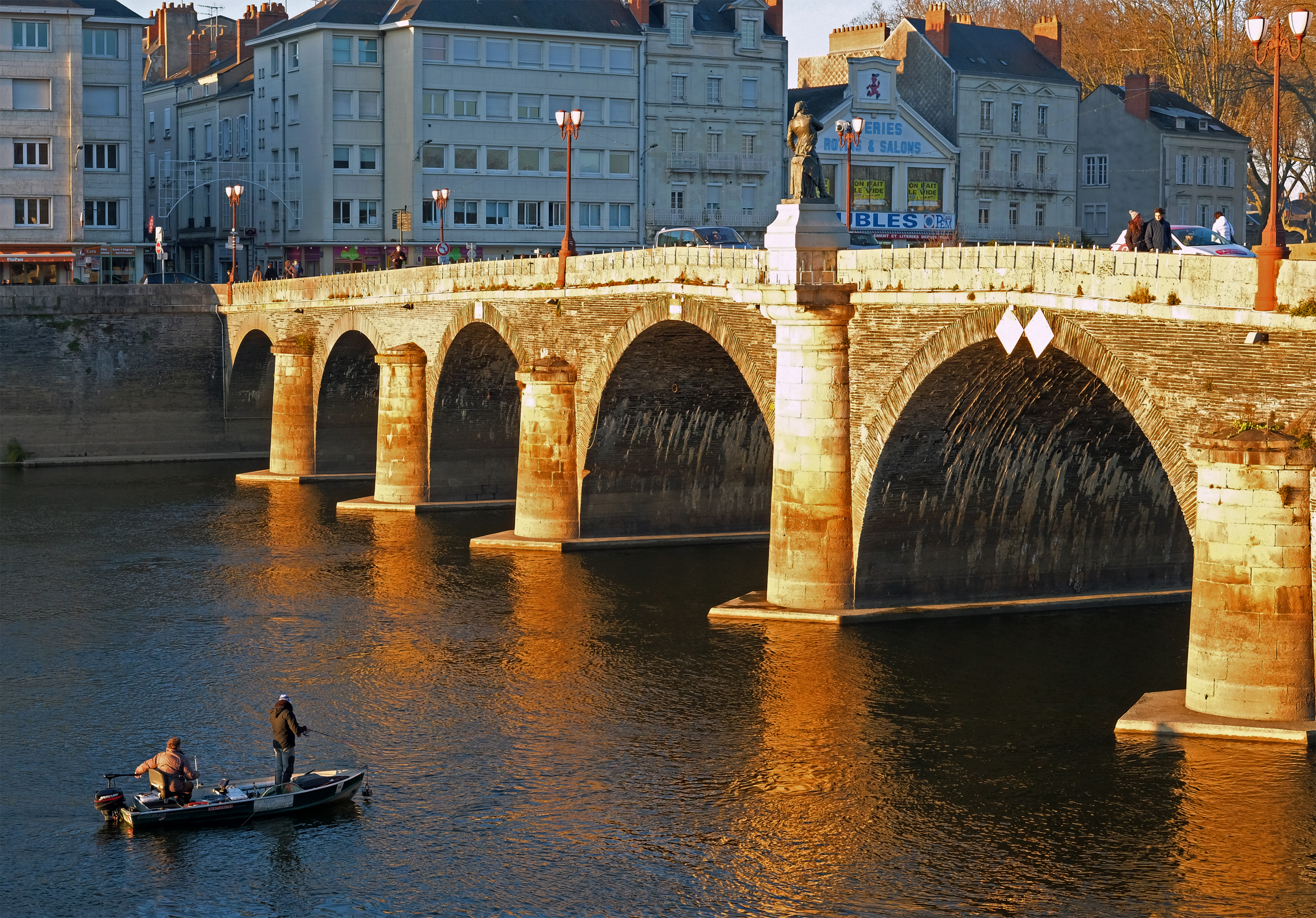
Pêche à la ligne sur la Maine, à proximité du pont de Verdun.
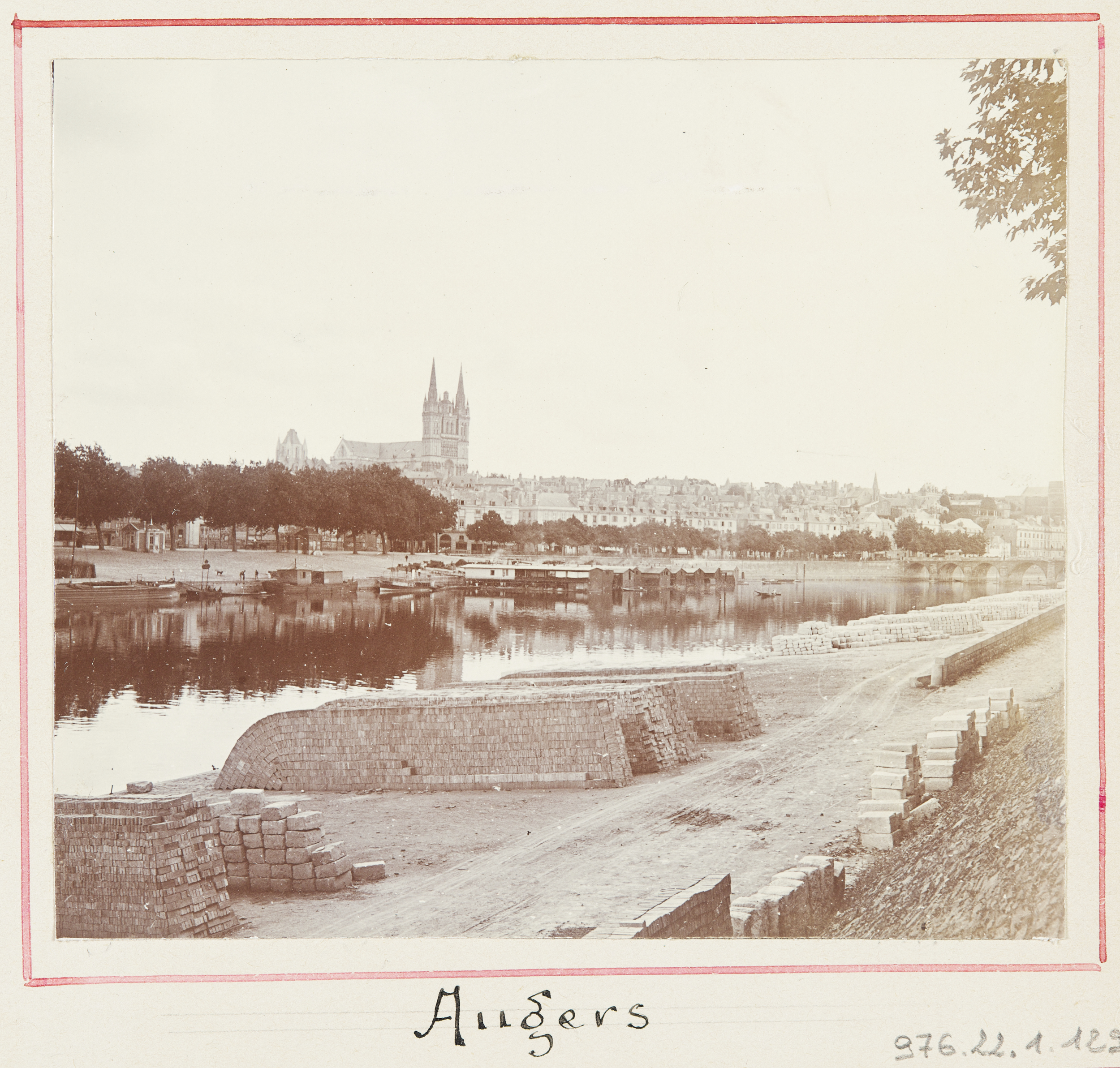
Photographie de la Maine depuis les quais d'Angers par Georges Nitsch, (musée de Bretagne).

La Maine présente des fluctuations saisonnières de débit bien marquées, comme très souvent dans le bassin de la Loire. Les hautes eaux se déroulent en hiver et se caractérisent par des débits mensuels moyens allant de 187 à 278 m3/s, de décembre à mars inclus, avec un maximum en janvier (271) et février (278). À partir du mois de mars, cependant, le débit diminue progressivement et cette baisse continue tout au long du printemps. Les basses eaux ont lieu en été, de juillet à septembre inclus, entraînant une baisse du débit mensuel moyen jusqu'à 35,4 m3/s au mois d'août (46,7 m3/s en juillet, et 39,8 m3/s en septembre). Mais ces valeurs mensuelles ne sont que des moyennes et occultent des fluctuations plus prononcées sur de courtes périodes ou selon les années.

### Étiage ou basses eaux
Aux étiages, le VCN3 peut chuter jusque 14 m3/s, en cas de période quinquennale sèche, ce qui est fort faible pour un cours d'eau de cette importance. Mais ce fait est fréquent parmi les rivières du bassin ligérien.

### Crues
Les crues peuvent être très importantes. La série des QIX n'a pas été calculée, mais la série des QJX l'a bien été. Les QJX 2 et QJX 5 valent respectivement 810 et 1 200 m3/s. Le QJX 10 est de 1 400 m3/s, le QJX 20 de 1 600 m3/s et le QJX 50 se monte à pas moins de 1 900 m3/s.
Le débit journalier maximal enregistré à Angers a été de 1 890 m3/s le 29 janvier 1995 (crue de 1995). Si l'on compare cette valeur à l'échelle des QJX de la rivière, l'on constate que cette crue était d'ordre cinquantennal.

### Lame d'eau et débit spécifique
La Maine est une rivière modérément abondante, surtout grâce à l'apport des eaux du nord des bassins de la Mayenne et de la Sarthe. La lame d'eau écoulée dans son bassin versant est de 190 millimètres annuellement, ce qui est nettement inférieur à la moyenne d'ensemble de la France, et aussi à la moyenne du bassin de la Loire (plus ou moins 245 millimètres), de la Mayenne (297 millimètres) et même de la Sarthe (201 mm). C'est cependant largement supérieur au bassin du Loir (139 mm). Le débit spécifique (ou Qsp) atteint 6,0 litres par seconde et par kilomètre carré de bassin.

## Ponts sur la Maine
- le pont de Segré, pont ferroviaire de l’ancienne ligne de chemin de fer d’Angers à Segré - Angers ;
- le viaduc de la Maine de l’autoroute A11, depuis 2008 - Angers[11] ;
- le pont Jean-Moulin relie le plateau des Capucins au quartier Saint-Serge, depuis septembre 1989 - Angers[12] ;
- le pont Confluences relie le CHU au quartier Saint-Serge depuis 2010[13] ; il est réservé aux tramways, vélos, piétons et véhicules d’urgence - Angers ;
- le pont de la Haute-Chaîne relie les boulevards historiques d'Angers à la rive droite, depuis 1838 ; il est reconstruit en 1951 - Angers[CP 1] ;
- le pont des Arts et Métiers relie le centre-ville à La Doutre, réservé aux piétons et aux vélos, il permettra le passage des futures lignes B et C du tramway[14] ;
- le pont de Verdun, plus vieux passage d’une rive à l’autre, relie le centre-ville à La Doutre, depuis le XIe siècle - Angers[CP 2] ;
- le pont de la Basse-Chaîne, terminé en 1962, près du château - Angers[CP 2] ;
- le pont de l'Atlantique permet de relier le centre de la ville d'Angers à l'ouest de l'agglomération, depuis 1973 - Angers[15] ;
- le pont de Pruniers - Bouchemaine, Sainte-Gemmes-sur-Loire ;
- le pont ferroviaire de Bouchemaine - Bouchemaine, Sainte-Gemmes-sur-Loire ;
- le pont de Bouchemaine - Bouchemaine, Sainte-Gemmes-sur-Loire.

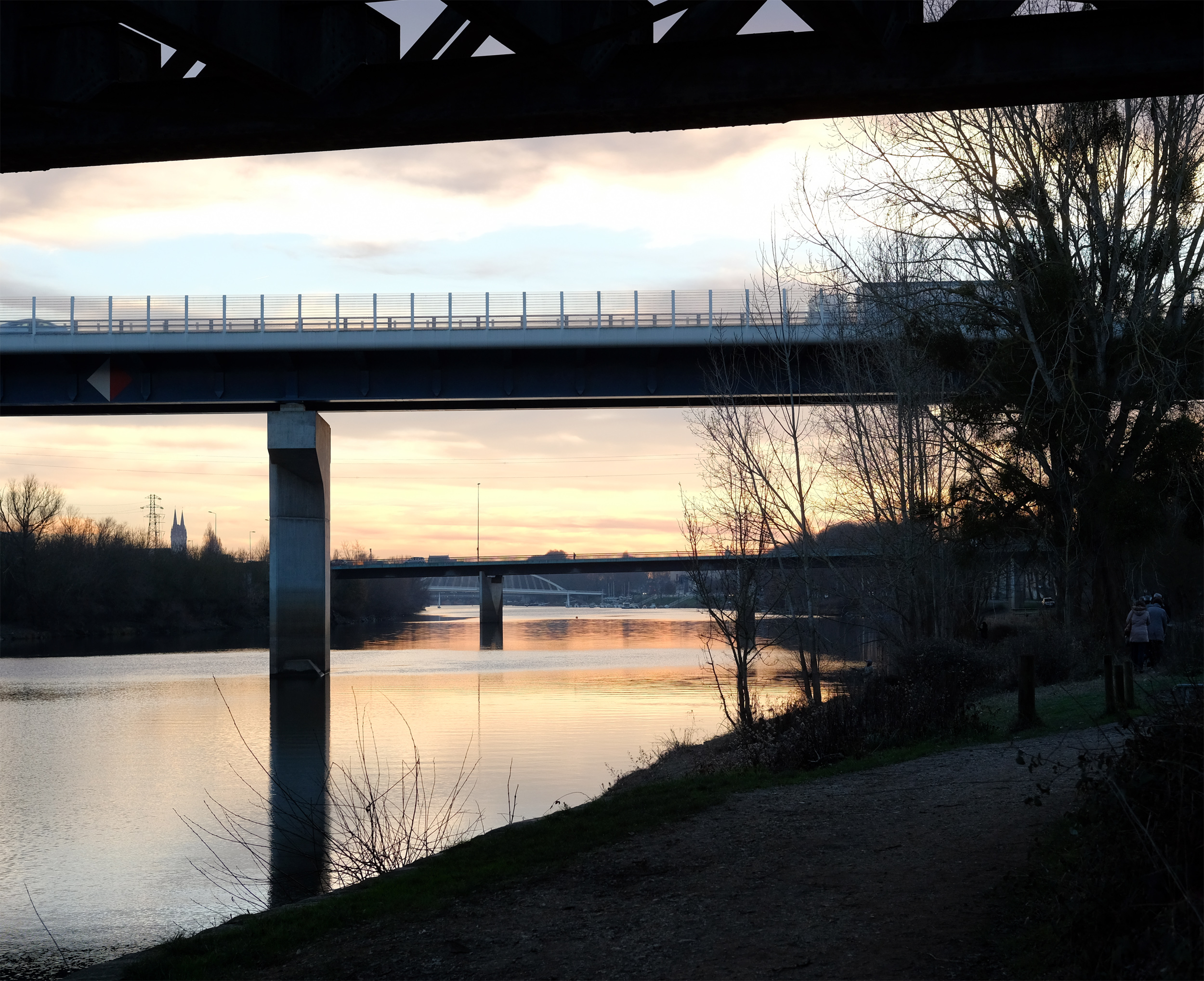
Plusieurs ponts sur la Maine au nord d'Angers.
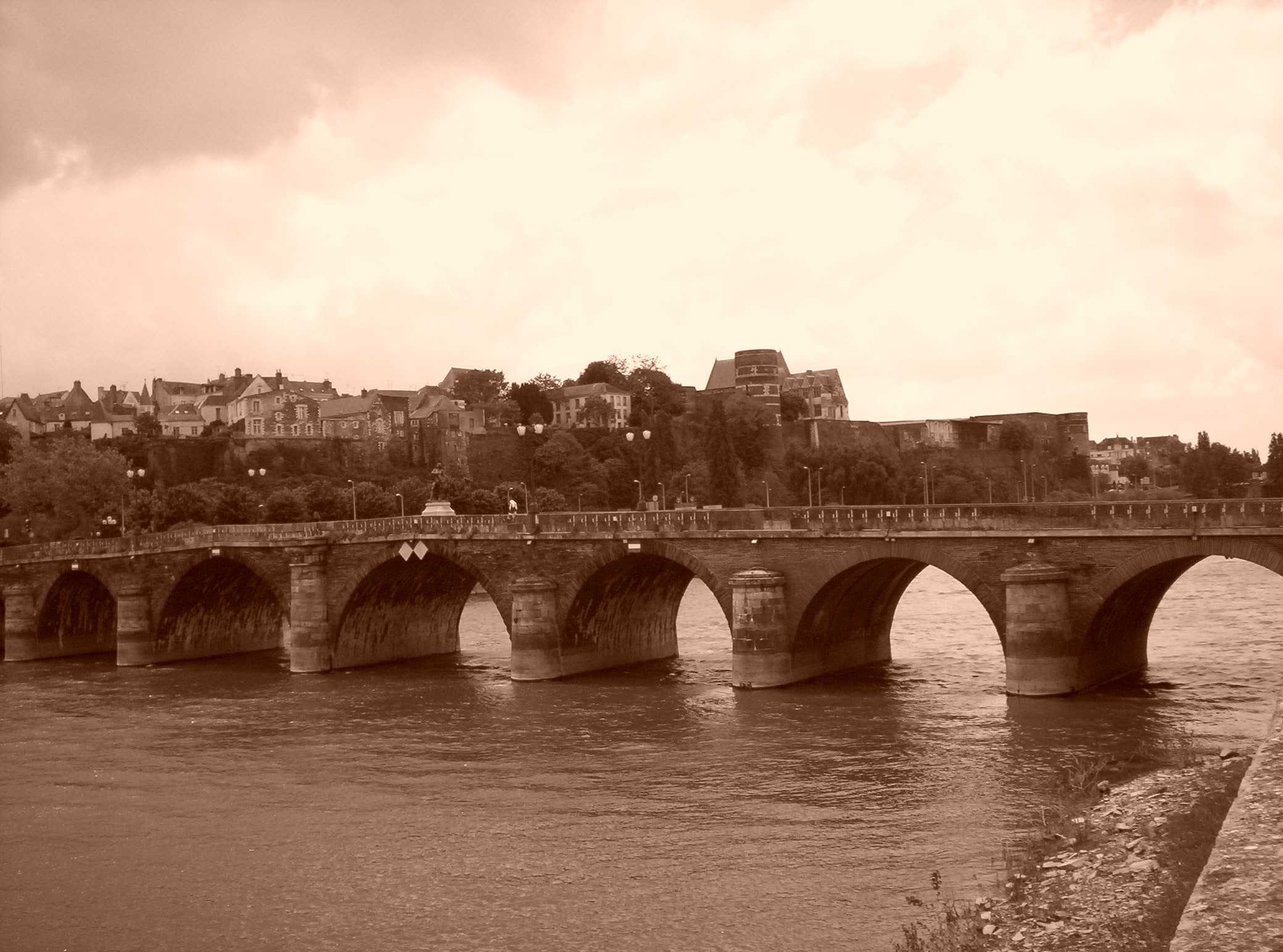
Le pont de Verdun.
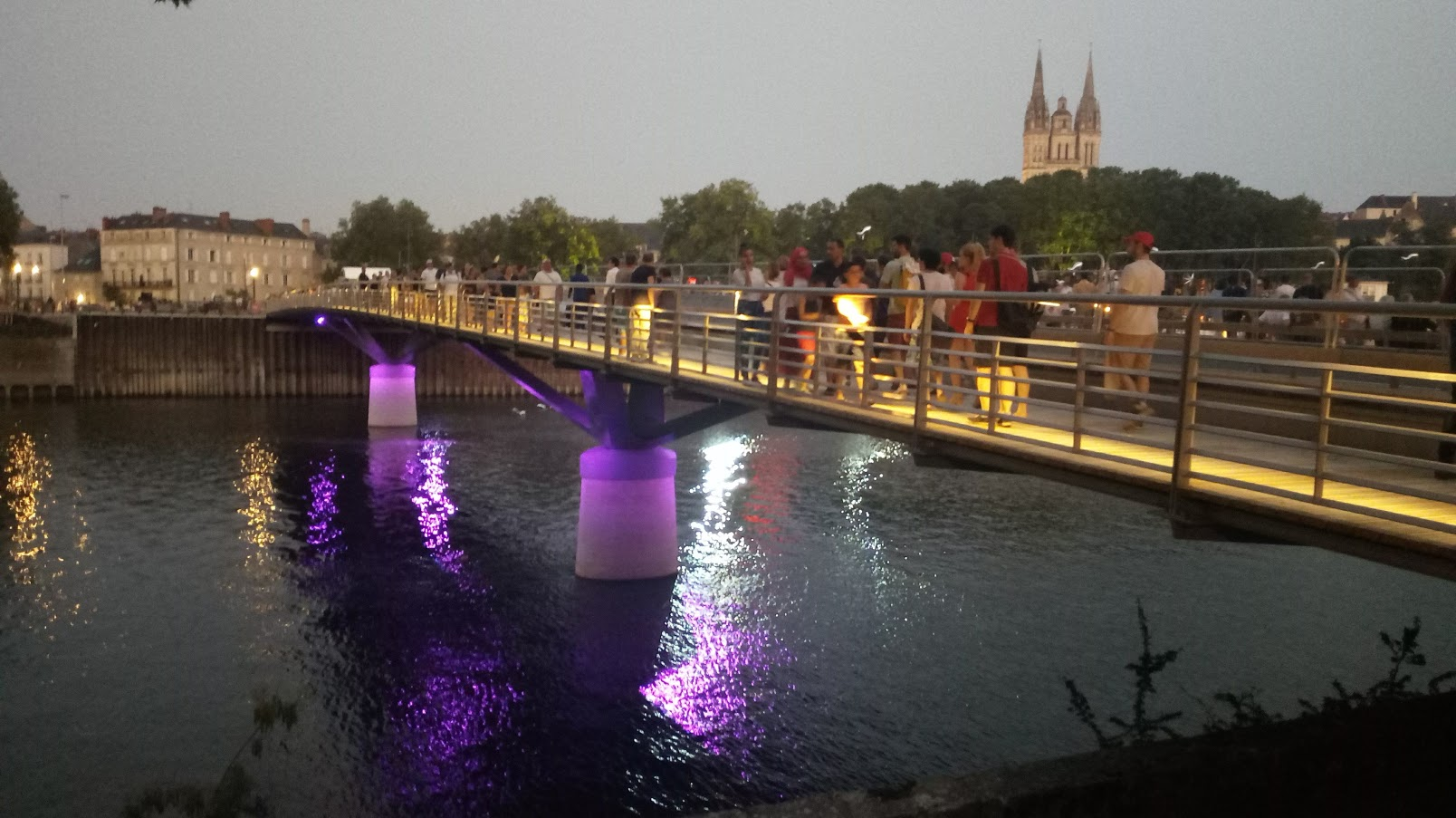
Le pont des Arts et Métiers.

## Confluence Maine-Loire
Par décret en date du 23 février 2010, est classé parmi les sites du département de Maine-et-Loire l'ensemble formé par la confluence Maine-Loire et les coteaux angevins sur le territoire des communes d'Angers, Béhuard, Bouchemaine, Denée, La Possonnière, Mûrs-Erigné, Rochefort-sur-Loire, Sainte-Gemmes-sur-Loire, Saint-Jean-de-la-Croix et Savennières.

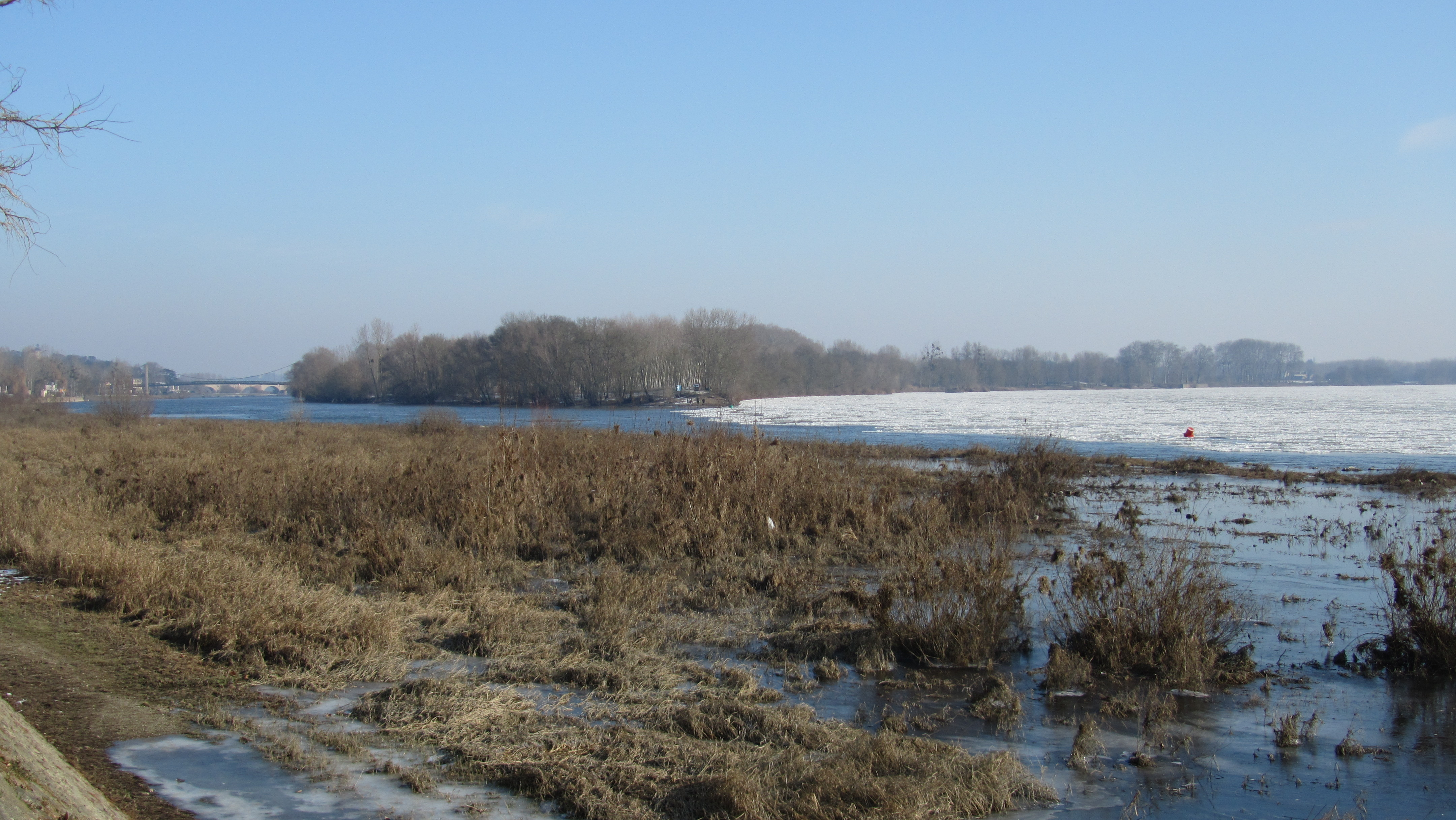
La confluence de la Maine et de la Loire à Bouchemaine en Maine-et-Loire, en hiver, la Loire gelée.

## Organisme gestionnaire
Ce cours d'eau appartient au domaine public fluvial navigable, transféré au département depuis 2008. À ce titre, il ne fait pas l'objet de SAGE.

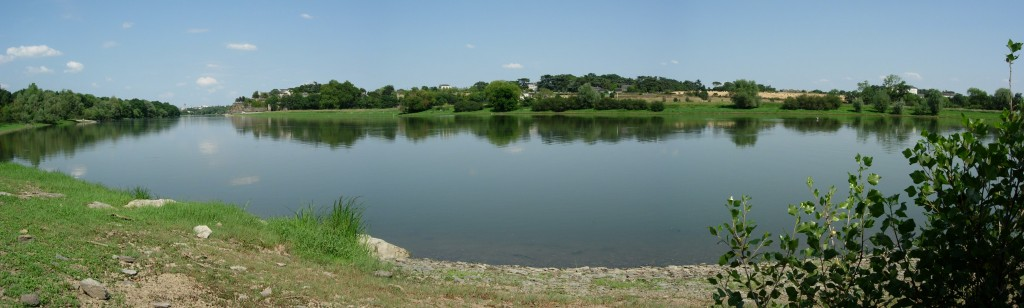
La Maine en aval d'Angers.